# José Luis Rubiera
José Luis Rubiera (* 27. Januar 1973 in Gijón) ist ein ehemaliger spanischer Radrennfahrer. Er war vor allen Dingen ein starker Bergfahrer.

## Karriere
Rubiera begann im Alter von 14 Jahren, eine Radsportlaufbahn einzuschlagen.
Nach seinem Sieg bei der spanischen Rundfahrt Bidasoa Itzulia wurde Rubiera 1994 Profi beim Team Kelme, das damals noch den Namen Artiach trug. Seinen ersten Profisieg feierte er noch im selben Jahr beim Kriteriumsrennen Memorial Valenciaga.
Seinen Durchbruch schaffte er, als er 1997 Zehnter beim Giro d’Italia wurde und dort eine schwere Bergetappe in Pfalzen gewinnen konnte. 1997 war er auch noch beim Kriterium von Oviedo siegreich.
Sein Potenzial bewies er weiterhin bei den großen Rundfahrten, als er 1998 13. beim Giro d’Italia wurde, wo ihm noch drei weitere Top-Ten-Platzierungen auf Etappen gelangen, und 1999 Sechster bei der Vuelta a España. 2000 gewann Chechu sogar eine Etappe beim Giro d’Italia und wurde Gesamtachter. Siege holte er außerdem bei der Subida al Naranco 1998 und 2000 und der Volta ao Alentejo in Portugal, bei der er auch einen Tagesabschnitt als Erster beendete.
Nach diesen überaus erfolgreichen Anfangsjahren als Profi wechselte er dann 2001 aufgrund von finanziellen Problemen bei Kelme zu US Postal als Helfer für Lance Armstrong und Roberto Heras. Obwohl er als Helfer („Wasserträger“) bei den großen Rundfahrten fuhr, schaffte er einen siebten Platz bei der Vuelta a España 2001 und zwei 19. Plätze bei vier Tour-de-France-Teilnahmen, an der er erstmals 2001 teilnahm. 2003 und 2004 sowie 2005 gewann er mit seinem Team dort jeweils das Mannschaftszeitfahren, zweimal wurde er Etappen-Neunter. Insgesamt fünfmal erreichte Rubiera als Domestike des siegreichen Armstrong das Ziel der Tour in Paris. 2004 siegte er beim Kriterium von Jaén, 2005 in Las Rozas. Bei der Tour of Qinghai Lake erzielte Rubiera 2007 einen Etappensieg.
Rubiera war zudem ab 2005 zusammen mit Jens Voigt Fahrersprecher der CPA und gewählter Vertreter der Fahrer beim Radsportweltverband UCI und dem UCI ProTour Council.
Nach dem Ende des Discovery-Channel-Teams Ende 2007 unterschrieb Rubiera beim Team Astana, wohin auch der frühere Discovery-Manager Johan Bruyneel wechselte. Für die neue Mannschaft war er bei einem Abschnitt der Vuelta a Murcia erfolgreich und bestritt die Vuelta a España.
Gute Resultate folgten auch 2009 mit dem zehnten Platz bei der Kalifornien-Rundfahrt nach einem sechsten Etappenrang. Beim Giro d’Italia begleitete Rubiera seinen langjährigen Kapitän Lance Armstrong, der wieder zurückgekehrt war, als Helfer. Die Vuelta a España musste er allerdings nach dem elften Tag aufgeben.
Zur Saison 2010 begleitete Rubiera Armstrong zu dessen neuem Team RadioShack. Er wurde Zehnter bei der Vuelta a Castilla y León, bevor er Ende der Saison seine Karriere als Radprofi mit dem Kriterium von Oviedo beendete.

## Trivia
Seinen Spitznamen „Chechu“ erhielt Rubiera von seiner Mutter.

## Erfolge
1994
- Sieger Bisadoa Itzulia

1995
- Sieger Memorial Valenciaga

1997
- Sieger Kriterium von Oviedo
- Sieger 19. Etappe Giro d’Italia

1998
- Sieger Subida al Naranco

1999
- Gesamtsieger und Sieger vierte Etappe Volta ao Alentejo

2000
- Sieger 13. Etappe Giro d’Italia
- Sieger Subida al Naranco

2004
- Sieger Kriterium von Jaén

2005
- Sieger Kriterium von Las Rozas

2007
- Sieger achte Etappe Tour of Qinghai Lake

2008
- Sieger zweite Etappe Murcia-Rundfahrt